# Beith
Beith är en ort i Storbritannien.   Den ligger i kommunen North Ayrshire och riksdelen Skottland, i den centrala delen av landet, 500 km nordväst om huvudstaden London. Beith ligger 93 meter över havet och antalet invånare är 6 288.
Runt Beith är det ganska tätbefolkat, med 192 invånare per kvadratkilometer. Närmaste större samhälle är Irvine, 14,5 km söder om Beith. Trakten runt Beith består i huvudsak av gräsmarker.